# Rokomet na Poletnih olimpijskih igrah 2000
Rokomet na Poletnih olimpijskih igrah 2000. Tekmovanja so potekala za moške in ženske reprezentance.

## Dobitniki medalj
| Kategorija | Zlato | Srebro | Bron |
| Moški      | RusijaDimitrij Filipov Vjačeslav Gorpišin Oleg Hodkov Edvard Kokšarov Denis Krivošlikov Vasilij Kudinov Stanislav Kulinčenko Dimitrij Kuzeljev Andrej Lavrov Igor Lavrov Sergej Pogorelov Pavel Sukosjan Dimitrij Torgovanov Aleksander Tučkin Lev Voronin | ŠvedskaMagnus Andersson Martin Boquist Martin Frändesjö Mathias Franzén Peter Gentzel Andreas Larsson Ola Lindgren Stefan Lövgren Staffan Olsson Johan Petersson Tomas Svensson Tomas Sivertsson Pierre Thorsson Ljubomir Vranjes Magnus Wislander | ŠpanijaDavid Barrufet Talant Dujšebajev Mateo Garralda Rafael Guijosa Demetrio Lozano Enric Masip Jordi Núñez Jesús Olalla Juan Pérez Xavier O'Callaghan Antonio Carlos Ortega Antonio Ugalde Iñaki Urdangarin Alberto Urdiales Andrei Xepkin            |
| Ženske     | DanskaLene Rantala Camilla Andersen Tina Bøttzau Janne Kolling Tonje Kjærgaard Karen Brødsgaard Katrine Fruelund Maja Grønbæk Christina Hansen Anette Hoffman Lotte Kiærskou Karin Mortensen Anja Nielsen Rikke Petersen Mette Vestergaard                 | MadžarskaBeatrix Balogh Rita Deli Ágnes Farkas Andrea Farkas Anikó Kántor Beatrix Kökény Anita Kulcsár Dóra Lőwy Anikó Nagy Ildikó Pádár Katalin Pálinger Krisztina Pigniczki Bojana Radulovics Judith Simics Beáta Siti                           | NorveškaKristine Duvholt Trine Haltvik Heidi Tjugum Susann Goksør Bjerkrheim Ann Cathrin Eriksen Kjersti Grini Elisabeth Hilmo Mia Hundvin Tonje Larsen Cecilie Leganger Jeanette Nilsen Marianne Rokne Brigitte Sættem Monica Sandve Else-Marthe Sørlie |

## Medalje po državah
| Poz    | Država    | Zlato | Srebro | Bron | Skupaj |
| 1      | Rusija    | 1     | 0      | 0    | 1      |
| 1      | Danska    | 1     | 0      | 0    | 1      |
| 3      | Švedska   | 0     | 1      | 0    | 1      |
| 3      | Madžarska | 0     | 1      | 0    | 1      |
| 5      | Španija   | 0     | 0      | 1    | 1      |
| 5      | Norveška  | 0     | 0      | 1    | 1      |
| Skupaj | Skupaj    | 2     | 2      | 2    | 6      |